# Jeux d'été
Pour l’article homonyme, voir Jeux d'été (film, 2011).
Pour plus de détails, voir Fiche technique et Distribution.
Jeux d'été (Sommarlek) est un film suédois réalisé par Ingmar Bergman, sorti en 1951.

## Synopsis
Marie, danseuse à l'Opéra royal de Stockholm, profite de l'ajournement imprévu des répétitions du Lac des cygnes pour s'embarquer vers une petite île proche de la capitale. Là, dans une cabane au bord de l'eau, elle s'abandonne à ses souvenirs et revoit Henrik, un jeune étudiant très épris d'elle. Dans la belle lumière de l'été suédois, elle revoit leurs jeux amoureux. Vers la fin des vacances, Henrik meurt en plongeant entre les rochers. Brisée par sa disparition, Marie trouve un illusoire réconfort auprès de son oncle Erland. 
Après ce pèlerinage, Marie revient à l'Opéra et s'apprête à entrer en scène. Elle se maquille devant le miroir de sa loge. Les années l'ont durcie. Le maître de ballet lui expose alors les grands traits de sa philosophie : il ne faut pas vivre avec ses souvenirs, il faut savoir profiter de l'instant présent, aimer. 
David, un journaliste très amoureux de Marie, déjoue la vigilance du concierge et parvient à la rejoindre dans sa loge. Soudain Marie comprend qu'elle ne peut pas éternellement vivre dans le passé. En acceptant de partager l'amour de David, Marie entrevoit une existence nouvelle et réconcilie l'art et la vie. En dansant, elle est transfigurée par son second amour.

## Fiche technique
- Titre français : Jeux d'été
- Titre original : Sommarlek
- Réalisateur : Ingmar Bergman
- Scénario : Ingmar Bergman, Herbert Grevenius (en)
- Image : Gunnar Fischer
- Montage : Oscar Rosander
- Musique : Erik Nordgren
- Production : Allan Ekelund pour Svensk Filmindustri
- Durée : 96 minutes
- Format : 1.37 - noir & blanc - mono - 35mm
- Dates de sortie : Suède, 1er octobre 1951 ; France, 30 avril 1958

## Distribution
- Maj-Britt Nilsson : Marie
- Birger Malmsten : Henrik
- Alf Kjellin : David Nyström
- Annalisa Ericson : Kaj, la danseuse
- Georg Funkquist (en) : Oncle Erland
- Stig Olin : le maître de ballet
- Mimi Pollak : Mme Calwagen, la tante d'Henrik
- Renée Björling : Tante Elisabeth
- Gunnar Olsson : le pasteur

## Bergman surJeux d'été
« Il fait partie de ma propre chair. Je préfère Jeux d'été pour des raisons d'ordre intime. J'ai fait Le Septième Sceau avec mon cerveau, Jeux d'été avec mon cœur. Pour la première fois, j'avais l’impression de travailler d’une façon personnelle, d'avoir réalisé un film qu'aucun autre ne pourrait refaire après moi. »

— Ingmar Bergman, Cahiers du cinéma n°84, juin 1958